# Amtsbezirk Haslach
Der Amtsbezirk Haslach war eine Verwaltungseinheit im Mühlviertel in Oberösterreich.
Der Amtsbezirk war der Kreisbehörde für den Mühlkreis, die sich in Linz befand, unterstellt und besorgte deren Amtsgeschäfte vor Ort. Die Zuständigkeit erstreckte sich neben Haslach auf die damaligen Gemeinden Afiesl, Ahorn, Helfenberg, Lichtenau, St. Oswald, St. Stephan und Schönegg. Damit umfasste er damals zwei Märkte und 66 Dörfer.